# Вулиця Нейгауза
Вулиця Нейгауза у Кропивницькому — вулиця у Фортечному та Подільському районах міста Кропивницького.
Вулиця Нейгауза в Кропивницькому пролягає від вулиці Шевченка до проспекту Винниченка.
Вулицю Нейгауза перетинають вулиці Театральна, Чміленка, Тараса Карпи, Гоголя.
Виникла у XIX столітті, мала назву «Театральна». Аж до початку XX ст. була невпорядкованою, не мала твердого покриття.